# Salicilato de etila
Salicilato de etila é o éster formado pela condensação de ácido salicílico e etanol. É um líquido claro que é pouco solúvel na água, mas solúvel em álcool e éter. Tem um odor agradável que lembra wintergreen (gênero Gaultheria) e é usado na perfumaria e como sabor artificial. Pode ser  ser preparado esterificando o ácido salicílico com etanol na presença de ácido sulfúrico ou ácido clorídrico como catalisador.